# Polyonax
Polyonax („pán nad mnoha (ostatními)“) je pochybný rod ceratopsidního dinosaura, žijícího na konci křídového období (geologický věk pozdní maastricht, asi před 68 až 66 miliony let) na území Severní Ameriky (dnešní stát Colorado, souvrství Denver).

## Historie
Fosilie tohoto taxonu objevil a vykopal paleontolog Edward Drinker Cope v roce 1873 ze sedimentů souvrství Denver (Laramie), na lokalitě Bijou Creek. Materiál v podobě obratlů, kostí končetin a fragmentů rohů (dnes katalogové označení AMNH FR 3950) popsal o rok později pod jménem Polyonax mortuarius. Zkameněliny pocházely od subadultního (dosud nedospělého) exempláře a byly pomíchány spolu s fosiliemi hadrosauridů. Později se ukázalo, že se v případě typového materiálu jedná nepochybně o rohatého dinosaura (ceratopsida), vzhledem ke geologickému stáří pravděpodobně o rod Triceratops. Polyonax je tak spolu s rodem Agathaumas dnes již spíše kuriózním historickým jménem a jedná se o nomen dubium (pochybné vědecké jméno).